# Eugen Henkel
Eugen Henkel (* 2. Dezember 1909 in Frankfurt am Main; † 2. März 1978 in Lindenfels) war ein Musiker (Tenorsaxophonist und Klarinettist) des Swing und der Unterhaltungsmusik.

## Leben und Werk
Eugen Henkel studierte am Hoch’schen Konservatorium in Frankfurt Klarinette und Klavier sowie in Mátyás Seibers Jazzklasse Banjo und Saxophon. Er hatte ab 1931 Engagements in Berlin, Luxemburg, Italien, Holland, Ungarn und der Schweiz. Nach 1936 stieg er in Berlin „zum führenden deutschen Tenorsaxophonisten“ auf. Er leitete eine eigene Band, zu der auch Primo Angeli gehörte. Aufgrund seiner jüdischen Vorfahren wurde er zeitweise von der NS-Diktatur mit Spielverbot belegt. Während des Krieges spielte er bei Lutz Templin in dessen Propagandaband Charlie and His Orchestra, musste dann aber als sog. Halbjude die Formation verlassen und den Wehrdienst ableisten. 1945 spielte er bei Freddie Brocksieper, 1946 bei Willy Berkings Orchester, 1948 bei Helmut Zacharias und 1949 mit einer eigenen Formation, mit der er beim Vorläufer von Jazz im Palmengarten auftrat und in der auch Rolf Kühn spielte. Seit 1952 war Henkel am Hessischen Rundfunk tätig. Mit seinem Sextett begleitete er den Sänger Bully Buhlan bei dem Lied „Ich tausche so gern um“.

## Diskographische Hinweise
- Freddie Brocksieper: Globetrotter (Bear Family Records, 1941–43)
- Freddie Brocksieper: Drums Boogie (Bear Family Records, 1943–48)